# Río Parapetí
Le río Parapetí est un cours d'eau de Bolivie et un contributeur du río Itonamas qui appartient au bassin de l'Amazone par río Guaporé et le rio Madeira. Son bassin constitue la partie la plus au sud de l'immense réseau amazonien (6 112 000 km2).

## Géographie
Le río Parapetí a sa source dans les Andes, traverse le Chaco bolivien et se jette finalement dans la dépression des Bañados de Izozog. Là ses eaux abondantes se divisent en trois parties.
- Une bonne partie s'évapore étant donné l'intensité de la chaleur dans cette partie du Chaco boréal donc tropical, et l'immensité de l'Izozog (6 200 km2).

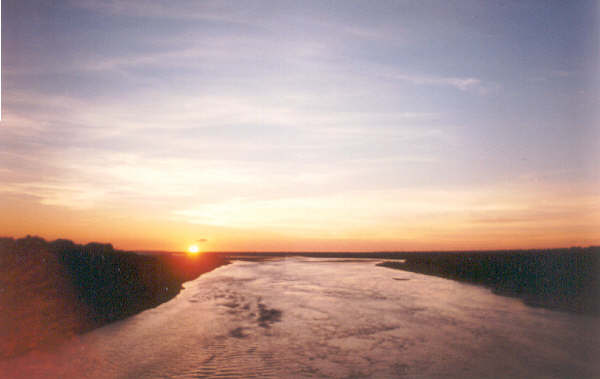
Coucher de soleil sur le río Parapetí a son passage par San Antonio

- Par temps de grandes crues, le río Parapetí alimente un émissaire de l'Izozog, le rio Quimome qui est un des formateurs du rio San Julian (ou río San Miguel), lequel n'est autre que la portion supérieure du río Itonamas appartenant au bassin du río Guaporé, donc du río Madeira. Il alimente aussi par infiltration la lagune Concepción qui se déverse aussi dans le rio San Julian-rio Itonamas.

- Enfin une proportion importante de cet apport en eau à l'Izozog s'infiltre dans le sous-sol et alimente plus tard le bassin du río Paraguay.

Les quantités infiltrées ont été estimées par la FAO à 2,5 km3 (ou milliards de m3) annuellement, soit plus ou moins 80 m3/s. 
La superficie de son bassin est de 25 300 km2. Si les Bañados de Izozog sont inclus, elle est de 61 903 km2.
Le 17 septembre 2001, le río Parapetí et l'Izozog ont été désignés en tant que site Ramsar.

### Source
- (es) Site de la FAO concernant l'hydrologie de la Bolivie